# AGM-142 Have Nap

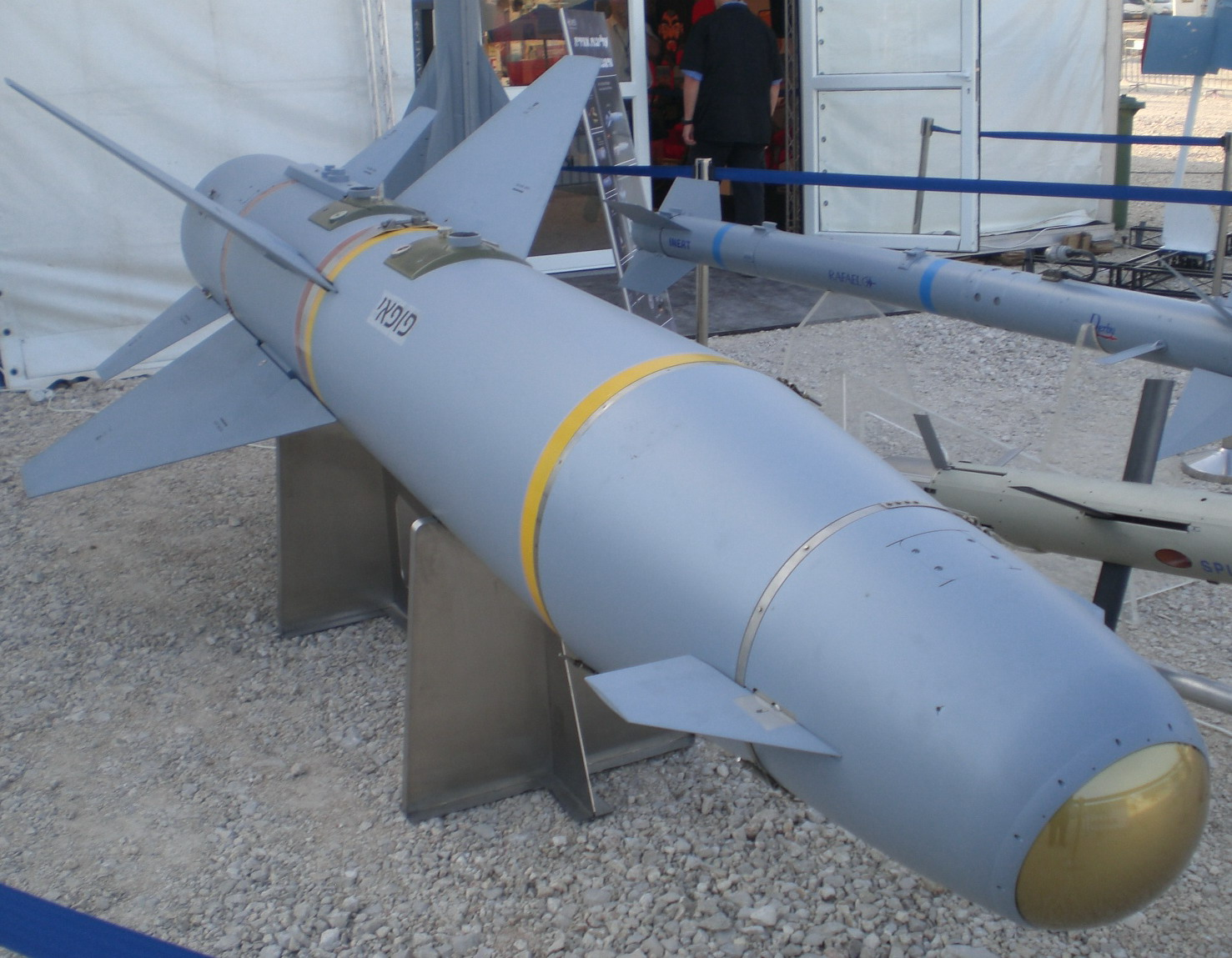
En israelisk Popeye I.

AGM-142 Have Nap även känd som Popeye (hebreiska: פופא, ”Karl-Alfred”) är en israelisk attackrobot som utvecklats i samarbete med Lockheed Martin i USA.

## Historia
I slutet på 1980-talet började Rafael Advanced Defense Systems utveckla en robotversion av sin TV-styrda glidbomb Pyramid som fick namnet Popeye.
1988 valde USA:s flygvapen Popeye för att ge B-52 Stratofortress möjlighet att utföra precisionsanfall utan kärnvapen. Den fick från början namnet AGM-142A Raptor, men eftersom det namnet valdes för jaktplanet F-22 Raptor så byttes namnet till Have Nap.
I augusti 1999 inleddes ett samarbete mellan Rafael och Lockheed Martin, PGSUS (Precision Guided Systems, United States), för att tillverka robotarna till australiska flygvapnet och exportmarknaden.

## Användning
I USA används AGM-142 enbart på B-52H. En B-52:a kan bära tre AGM-142; Två under ena vingen och en under den andra vingen tillsammans med den AN/ASW-55 datalänk-kapsel som krävs för att styra robotarna. Det är en väldigt lätt last för en B-52:a och brukar vanligen kompletteras med laserstyrda bomber i de interna bombutrymmena.
I Israel användes roboten ursprungligen på F-4 Phantom II, men senare istället på F-15E Strike Eagle. I Turkiet används roboten, som tillverkas på licens av Turkish Aerospace Industries, fortfarande på F-4 Phantom.
1999 köpte australiska flygvapnet in ett antal robotar för att användas på sina F-111C, men svårigheter med integrationen gjorde att de inte kom i tjänst förrän 2006.

## Varianter
- AGM-142A Ursprungliga produktionsserien med TV-målsökare.
- AGM-142B TV-målsökaren ersatt med IIR-målsökare.
- AGM-142C AGM-142A försedd med I-800 inträngningsladdning.
- AGM-142D AGM-142C med IIR-målsökare.
- AGM-142E Robot tillverkad av PGSUS för Australien. IIR-målsökare med zoomobjektiv.
- AGM-142F Robot tillverkad av PGSUS för Israel. IIR-målsökare med zoomobjektiv och kortare fenor.
- AGM-142G Robot tillverkad av PGSUS för Sydkorea. IIR-målsökare med CCD, men utan zoom.
- AGM-142H AGM-142G tillverkad för Sydkorea fast med samma zoomobjektiv som AGM-142E/F.

- Popeye II / Have Lite En kortare och lättare version av Popeye avsedd att bäras av F-16 Fighting Falcon.
- Popeye Turbo En Förlängd version av Popeye med jetmotor som gör roboten till en kryssningsrobot med räckvidd mellan 350 km och 1500 km. Kan avfyras från ubåtar i undervattensläge.

## Användare
- Israels flygvapen
- Indiens flygvapen
- Sydkoreas flygvapen
- Australiens flygvapen
- Turkiets flygvapen
- USA:s flygvapen